# Борец Щукина
Боре́ц Щу́кина, или акони́т Щукина, или борец (аконит) дугови́дный, или борец (аконит) изви́листый (лат. Aconítum sczúkinii) — многолетнее травянистое растение, вид рода Борец (Aconitum) семейства Лютиковые (Ranunculaceae).
Выращивается как декоративное садовое растение, особенно декоративен в период цветения. Растение очень ядовито.

## Распространение и экология
Ареал вида охватывает Дальний Восток России (Амурская область, ЕАО, Хабаровский край, Приморский край, юг Сахалина), Читинскую область, Китай (Хэйлунцзян, Цзилинь, Ляонин), Корея.
Произрастает по долинам рек, в прирусловых кустарниковых зарослях, в лесах, на травянистых склонах. Обитает на высотах 300—1900 м над уровнем моря.

## Ботаническое описание
Многолетнее травянистое растение.
Стебель длиной 0,5—1 (до 2,5—3) м, голый, блестящий, до середины прямой, выше середины обычно зигзагообразно изогнутый или вверху вьющийся. Клубни веретеновиные, 2,5—3 см длиной, 1—1,5 см толщиной.
Нижние листья на дуговидно изогнутых черешках длиной 3—12 см, крупные. Средние листья на черешках длиной 3,5—5,5 см, редко опушённых. Листовая пластинка округло- или яйцевидно-пятиугольная, с сержцевидным основанием, 3—5 раздельная, 7—10 (до 15) × 8—11 (до 20) см, снаружи голая, изнутри редко опушенная.
Соцветие — ветвистая малоцветковая кисть, нижние ветки с соцветиями выходят из пазух листьев, конечные кисти — короткие, почти щитковидные, поникающие. Цветки интенсивно-фиолетово-синие. Лепестки голые. Шлем куполообразный, 12—25 см высотой и 14—22 мм шириной, с длинным носиком. Боковые чашелистики обратнояйцевидные, нижние — ланцетные. Шпорец изогнутый, 2—4 мм длиной. Губа около 5 мм длиной. Тычинки голые или редко опушённые. Нектарники с тонким головчатым шпорцем, перпендикулярно загнутым от вздутой пластинки. Завязей 5, голых или с одиночными волосками.
Листовок 5, голых.
Цветение — август-сентябрь.
Число хромосом: 2n = 16.

## Таксономия
Вид Борец Щукина входит в род Борец (Aconitum) трибы Живокостные (Delphinieae) подсемейства Лютиковые (Ranunculoideae) семейства Лютиковые (Ranunculaceae) порядка Лютикоцветные (Ranunculales). Близкий к нему вид — борец вьющийся (Aconitum volubile). 
|  |                       |  |                                               |                                               |                                         |  | ещё четыре подсемейства (согласно Системе APG II) | ещё четыре подсемейства (согласно Системе APG II) |                                           |  |  |  | ещё 2 рода              | ещё 2 рода       |  |  |
|  |                       |  |                                               |                                               |                                         |  | ещё четыре подсемейства (согласно Системе APG II) | ещё четыре подсемейства (согласно Системе APG II) |                                           |  |  |  | ещё 2 рода              | ещё 2 рода       |  |  |
|  |                       |  |                                               | семейство Лютиковые                           |                                         |  |                                                   |                                                   | триба Живокостные                         |  |  |  |                         | вид Борец Щукина |  |  |
|  |                       |  |                                               | семейство Лютиковые                           |                                         |  |                                                   |                                                   | триба Живокостные                         |  |  |  |                         | вид Борец Щукина |  |  |
|  | порядок Лютикоцветные |  |                                               |                                               | подсемейство Лютиковые (Ranunculoideae) |  |                                                   |                                                   | род Борец, или Аконит                     |  |  |  |                         |                  |  |  |
|  | порядок Лютикоцветные |  |                                               |                                               |                                         |  |                                                   |                                                   |                                           |  |  |  |                         |                  |  |  |
|  |                       |  | ещё десять семейств (согласно Системе APG II) | ещё десять семейств (согласно Системе APG II) |                                         |  |                                                   | ещё восемь триб (согласно Системе APG II)         | ещё восемь триб (согласно Системе APG II) |  |  |  | ещё от 250 до 300 видов |                  |  |  |
|  |                       |  |                                               | ещё десять семейств (согласно Системе APG II) |                                         |  |                                                   |                                                   | ещё восемь триб (согласно Системе APG II) |  |  |  |                         |                  |  |  |

### Синонимы
Согласно базе GBIF на июнь 2024 года в синонимику вида входят следующие названия:
- = Aconitum arcuatum Maxim.
- = Aconitum arcuatum f. angustilobum (Kitag.) Kitag.
- = Aconitum arcuatum subsp. axilliflorum (Vorosch.) Kadota — синоним самостоятельного вида Aconitum axilliflorum Vorosch. согласно POWO и WFO
- = Aconitum arcuatum var. angustilobum Kitag.
- = Aconitum axilliflorum Vorosch. — самостоятельный вид согласно POWO и WFO
- = Aconitum fischeri f. arcuatum (Maxim.) Regel
- = Aconitum fischeri f. leucanthum Nakai
- = Aconitum fischeri f. pilocarpum S.H.Li & Y.H.Huang
- = Aconitum fischeri var. arcuatum (Maxim.) Regel
- = Aconitum vilmorinii Kom.
- = Aconitum volubile f. latisectum (Regel) Regel
- = Aconitum volubile var. latisectum Regel
- = Aconitum vorobievii Vorosch. — синоним самостоятельного вида Aconitum axilliflorum Vorosch. согласно POWO и WFO